# Piero Puricelli
Piero Puricelli (Milano, 4 aprile 1883 – Milano, 8 maggio 1951) è stato un ingegnere e imprenditore italiano.
È ricordato, soprattutto all'estero, per aver ideato l'Autostrada dei Laghi (Milano-Laghi, oggi parte dell'A8), la prima autostrada al mondo appositamente ideata per soli veicoli.

## Biografia
Piero Puricelli, conte di Lomnago nacque da Angelo e da Carlotta Combi. Frequentò il Politecnico federale di Zurigo, ove si laureò in Ingegneria nel 1905. Sposò Antonietta Tosi dalla quale ebbe il figlio Franco.

### Il progetto della prima autostrada d'Italia
Nel primo dopoguerra, superata la fase di recessione e iniziata una condizione di sviluppo economico, fu concepito il progetto dell'autostrada, ovvero "…una nuova strada riservata esclusivamente al traffico a motore…".
Nel 1921 Puricelli ideò e realizzo interamente a sue spese la Lomnago-Azzate, prima strada bitumata d'Italia, che aveva già il concetto di una strada diritta, senza pendenze, con curve ad ampio raggio, che non incontrava i paesi: fu la prova generale organizzativa e realizzativa dell'Autostrada.
Nel 1922 Puricelli preparò il progetto dell'autostrada Milano-Laghi. Il 20 settembre 1923 fu inaugurato, presente il re Vittorio Emanuele III, il primo tratto dell'autostrada Milano-Laghi fino a Gallarate. Per l'epoca fu un'opera avveniristica, considerando il fatto che il numero di veicoli a motore circolanti in Italia nel 1924 non superava le 85 000 unità, la metà delle quali concentrata in Lombardia. Il mezzo di trasporto che dominava era la bicicletta. Il 21 settembre 1924 fu inaugurato il prolungamento fino a Varese. Per alcuni è stata la prima autostrada costruita al mondo perché la strada a scorrimento veloce AVUS di Berlino era utilizzata anche come pista di prova degli autoveicoli.

#### L'ingegnere architetto
Piero Puricelli amava definirsi ingegnere architetto in quanto credeva che fare innovazione significasse creare una nuova funzione in seguito alla corretta esecuzione di un nuovo equilibrio dato da due funzioni stabili precedenti. L’architetto lancia la sfida del superamento di una funzione esistente. L’ingegnere risolve la sfida. L’ingegnere architetto fa tutte e due. L’ingegnere ha disegnato l’autostrada veloce senza incroci, l’ingegnere architetto ha disegnato l’incrocio radente. È con l’incrocio radente che nasce il concetto di autostrada.

### Il progetto dell'Autodromo di Monza
Il progetto per realizzare un autodromo nazionale fu assegnato ad Arturo Mercanti, allora direttore dell'Automobile Club di Milano, all'ingegner Alfredo Rosselli e all'ingegner Piero Puricelli, che strutturò il nascituro autodromo in un tracciato ad alta velocità e in uno stradale, collegati per poter essere utilizzati contemporaneamente. La lunghezza complessiva era di 10 km.
La costruzione dell'autodromo fu decisa nel gennaio del 1922 dall'Automobile Club di Milano per commemorare il venticinquesimo anniversario dalla fondazione. I lavori iniziarono il 15 maggio e in soli 110 giorni fu completato. Il primo giro completo di pista fu percorso il 28 luglio da Pietro Bordino e Felice Nazzaro su una Fiat 570.
L'Autodromo nazionale è il terzo circuito permanente realizzato al mondo, preceduto solo dalla pista americana di Indianapolis e da quella inglese di Brooklands, oggi non più esistente. La scelta di Monza fu frutto di studi mirati a far cadere la scelta su una sede vicina a Milano, per limitare le spese di "trasferta" per le manutenzioni dell'Autodromo. Scartate le aree di Gallarate e della Gagnola (località periferica a Milano), gli amministratori dell'ACI scelsero il parco congiunto alla Villa Reale di Monza.
Il circuito sarà poi conosciuto come "il più veloce del mondo".

### L'attività imprenditoriale e politica
Già nel 1914 aveva fondato la Società Puricelli cave e strade che, durante la prima guerra mondiale, collaborò con il Genio militare in varie forniture al fronte. Tale società venne a legarsi con il gruppo neocostituito dell'IRI dal 1936, soprattutto in seguito alla gestione da parte del fondatore negli anni precedenti e alle conseguenze della Crisi del 1929: l'azienda, grazie anche a tanti appalti importanti (da molte autostrade, alla costruzione di opere pubbliche anche nell'AOI, etc.) riesce a rimettersi in sesto a livello finanziario e a partecipare attivamente alla modernizzazione del paese nelle infrastrutture stradali ed estrattive.
A sempre maggiori successi imprenditoriali corrisposero anche una concordia con il regime fascista e una serie di impegni anche politici e di direzione di varie società ed enti: nel 1925 prese la tessera del PNF, mentre nel 1929 fu nominato Senatore (si iscrisse al gruppo "Unione fascista" al Senato) e divenne vicepresidente della Banca Commerciale Italiana. Negli anni seguenti ottenne altri incarichi di varia natura.
Nel maggio 1942 egli suggerisce a Mussolini di proporre all'IRI la creazione di una società per creare una grande arteria autostradale da Bologna a tutto il Mezzogiorno, così da permettere la "fusione dell’Italia meridionale con l’Italia settentrionale" e incentivarne l'industrializzazione, in questo modo anticipando il programma dell'IRI degli anni '50.
Dopo la Seconda guerra mondiale, dopo essere stato prosciolto dall'accusa di collaborazionismo e di fiancheggiamento del regime, operò ancora nel settore immobiliare. Morì a Milano l’8 maggio 1951.

## Incarichi
- Vicepresidente del Bureau international des expositions
- Membro del Consiglio Nazionale delle Ricerche[2]
- 1923 Membro del Consiglio superiore dei lavori pubblici
- 1926 Commissario straordinario e poi Presidente della Fiera di Milano (fino al 1943)
- 1929 Presidente delle società anonime "La strada" e "Autostrade"[5]
- 1931 Presidente dell'Unione internazionale delle fiere[6]
- 1940 Commissario generale per l'Italia all'Esposizione internazionale delle comunicazioni di Colonia